# Millennium Estoril Open 2018
Il Millennium Estoril Open 2018 è stata la 29ª edizione del torneo precedentemente noto come Portugal Open, facente parte dell'ATP Tour 250 nell'ambito dell'ATP World Tour 2018. L'evento si è giocato sulla terra rossa del Clube de Ténis do Estoril a Cascais in Portogallo, dal 30 aprile al 6 maggio 2018.

## Partecipanti

### Teste di serie
| Nazione     | Giocatore            | Ranking* | Testa di serie |
| ----------- | -------------------- | -------- | -------------- |
| Sudafrica   | Kevin Anderson       | 8        | 1              |
| Spagna      | Pablo Carreño Busta  | 11       | 2              |
| Regno Unito | Kyle Edmund          | 23       | 3              |
| Lussemburgo | Gilles Müller        | 28       | 4              |
| Spagna      | Albert Ramos Viñolas | 40       | 5              |
| Paesi Bassi | Robin Haase          | 44       | 6              |
| Argentina   | Leonardo Mayer       | 45       | 7              |
| Russia      | Daniil Medvedev      | 48       | 8              |

* Ranking al 23 aprile 2018.

### Altri partecipanti
I seguenti giocatori hanno ricevuto una wild card per il tabellone principale:
- Alex de Minaur
- Frederico Ferreira Silva
- Pedro Sousa

I seguenti giocatori sono passati dalle qualificazioni:

- Simone Bolelli
- João Domingues
- Ricardo Ojeda Lara
- Tim Smyczek

### Ritiri
Prima del torneo
- David Ferrer → sostituito da  Cameron Norrie
- Nick Kyrgios → sostituito da  Nicolás Kicker
- Benoît Paire → sostituito da  Gastão Elias

## Campioni

### Singolare
João Sousa ha battuto in finale  Frances Tiafoe con il punteggio di 6-4, 6-4.
- È il terzo titolo in carriera per Sousa, il primo della stagione.

### Doppio
Kyle Edmund /  Cameron Norrie hanno battuto in finale  Wesley Koolhof /  Artem Sitak con il punteggio di 6-4, 6-2.